# Partido Laborista Mexicano
El Partido Laborista Mexicano fue un partido político socialdemócrata en México que existió desde el 21 de diciembre de 1919 hasta c. 1941.

## Historia
El PLM fue fundado por Luis N. Morones, uno de los principales dirigentes sindicales del país. El PLM funcionaba como el brazo político de la Confederación Regional Obrera Mexicana (CROM), sindicato más poderoso del país. En la década de 1920, el PLM fue el partido más poderoso de México y tuvo como presidentes de México a Álvaro Obregón (1920-1924) y Plutarco Elías Calles (1924-1928) que fueron elegidos por boleta electoral. En 1922, el PLM logró derrotar al Partido Liberal Constitucionalista (PLC) en las elecciones legislativas, convirtiéndose el partido más grande en el Congreso de la Unión. La competencia entre los partidos rivales, incluido el PLC, el Partido Nacional Cooperativista (PNC), el Partido Comunista Mexicano (PCM), el Partido Nacional Agrarista (PNA) y el Partido Nacional Antirreeleccionista (PNA) era a menudo violenta, y el gobierno en turno por lo general apoyaba al Partido Laborista Mexicano.

## Disolución
En 1928, después del asesinato de Obregón, el poder del partido comenzó a declinar. Hubo la sospecha de que Morones se benefició de la muerte de Obregón y el gobierno de Calles, le retiró el apoyo. Para el año 1929, Calles funda su propio partido, Partido Nacional Revolucionario (PNR), que se convertiría en el partido "oficial". 
El PLM participó por última vez en las elecciones de 1940, cuando apoyó al candidato considerado de derecha Juan Andreu Almazán, quien también fue apoyado por los creadores del entonces recién nacido Partido Acción Nacional.

## Presidentes de México por el PLM
- 1920-1924 Álvaro Obregón
- 1924-1928 Plutarco Elías Calles
- 1928-1929 Emilio Portes Gil